# Lena Göldi
Lena Göldi (Safnern, 1 de octubre de 1979) es una deportista suiza que compitió en judo. Ganó una medalla de plata en el Campeonato Europeo de Judo de 2003, en la categoría de –57 kg.

## Palmarés internacional
| Campeonato Europeo | Campeonato Europeo    | Campeonato Europeo | Campeonato Europeo |
| Año                | Lugar                 | Medalla            | Categoría          |
| ------------------ | --------------------- | ------------------ | ------------------ |
| 2003               | Düsseldorf (Alemania) | Medalla de plata   | –57 kg             |